# División Profesional de Baloncesto
La División Profesional de Baloncesto (DPB) es la entidad encargada de administrar y reglamentar los torneos de baloncesto profesional en Colombia, en este caso la Liga Profesional de Baloncesto de Colombia.
La DPB fue presentada oficialmente como un esfuerzo de la empresa privada Go Sports y la Federación Colombiana de Baloncesto (Fecolcesto) el 14 de febrero de 2013. En la actualidad, la entidad es controlada por Fecolcesto.

## Presidentes
- Carlos Martha (2013-2021)
- John Mario Tejada (2021-2025)
- Jorge Armando García (2025-presente)[2]